# Hans Rambow
Hans Rambow, Jan Rambow (ur. 1564, zm. 1613) – kamerdyner księcia szczecińskiego z dynastii Gryfitów Jana Fryderyka i mąż jego córki naturalnej. Być może syn kamerdynera Hansa Rambowa, zmarłego w 1598.
Pochodził ze starej pomorskiej rodziny znanej już od XV wieku, która w 1523 posiadała lenno w Moskorzynie koło Dolic. Przed 1600 pojął za żonę, pochodzącą z pozamałżeńskiego związku córkę księcia Jana Fryderyka i nieznanej kobiety. W 1605 był obecny jako oficer dworski (junker) wśród szlachty pomorskiej podczas składania przez tę ostatnią hołdu ówczesnemu księciu szczecińskiemu Bogusławowi XIII.